# Окулярник говіркий
Окулярник говіркий (Zosterops conspicillatus) — вид горобцеподібних птахів родини окулярникових (Zosteropidae). Ендемік Північних Маріанських островів.

## Опис
Довжина птаха становить 10 см, вага 7,9-10,5 г. Верхня частина тіла світло-оливково-зелена, крила і хвіст темно-коричневі з зеленувато-жовтими краями. Нижня частина тіла жовтувата. Навколо очей характерні білі кільця. Дзьоб жовтий, райдужка золотиста, лапи темно-оливково-сірі.

## Підвиди
Виділяють два підвиди:
- †Z. c. conspicillatus (Kittlitz, 1833) — Гуам[4];
- Z. c. saypani Dubois, AJC, 1902 — Північні Маріанські Острови[5].

## Поширення і екологія
Говіркі окулярники мешкають на островах Тініан, Сайпан і Агуйгуан. Вони живуть в рівнинних тропічних лісах, чагарникових заростях, в садах і на плантаціях. Номінативний підвид Z. c. conspicillatus був ендеміком Гуаму, однак вимер.

## Поведінка
Говіркі окулярники харчуються комахами, насінням, плодами і ягодами. Гніздування відбувається в січні-лютому і в серпні-жовтні. Гніздяться в заростях сизої левкени.

## Збереження
Номінативний підвид говіркого окулярника Z. c. conspicillatus був широко поширений на Гуамі до 1940-х років, до появи на острові інвазивної бурої бойги. Згодом його чисельнісь різко скоротилася. В 1963-1968 роках птах все ще траплявся в деяких ізольованих районах на півдні острова, однак до 1970 року  вид мешкав лише на північному плато. З 19 по 23 травня острів знаходився в епіцентрі супертайфуну "Памела". Середовище проживання птаха було практично повністю знищене. Після 1981 року в природі залишалось близько 2200 представників підвиду Z. c. conspicillatus, які мешкали на 2% площі свого попереднього ареалу. Останніх говірких окулярників на Гуамі спостерігали в 1983 році.
МСОП класифікує цей вид як такий, що знаходиться під загрозою зникнення. За оцінками дослідників, популяція говірких окулярників складає 620–940 птахів. Їм загрожує поширення інвазивної бурої бойги.